# Sandbox-ефект
Sandbox-ефект , також Sandboxing, або т. зв. Google penalty («Початковий штраф від Google») — ефект положення сторінки у результатах пошуку Google, що, як стверджується, має місце, якщо сторінка або сайт нещодавно змінили власника, перенесені на інший домен або з інших подібних причин. Існування даного явища дискутується із 2004 року, однак досі остаточно не доведене.

## Ефект
Згідно з твердженнями прихильників теорії «Пісочниці Google», певні сторінки отримують занижену позицію у видачі, оскільки підпадають під автоматичну фільтрацію, основними підставами для якої є, як стверджується, нетривала активність домену та «конкурентність» ключових слів у посиланнях. При цьому активність домену враховується від моменту першої індексації сторінки пошуковим сервісом Google, а «конкурентністю» тут названа відносна частота задання користувачами певного ключового слова у пошуку Google (тобто, умовно, «популярне» слово, що з'явилося у посиланні на сайті, що недавно змінив власника, імовірно, буде «покаране» зсувом униз у результатах пошуку).

## Позиція Google
Досі компанія Google не давала чіткої відповіді щодо існування алгоритму «штрафування» нових сторінок із посиланнями певного типу.
Вважається, що, оскільки подібний алгоритм є суміжним із алгоритмами виокремлення спаму, Google не має намірів розкривати його механізм та навіть підтверджувати його наявність. Однак відомо, що компанія має деяку кількість патентів, орієнтованих саме на протидію «шахрайським» способам підвищення позиції сторінок у видачі (так званий «Link spam»).
Пошукова оптимізація (SEO), тобто виведення сайту на більш високу позицію, може здійснюватися в тому числі і створенням численних посилань із «старого» сайту на нещодавно створений того ж власника. Деякі експерти вважають, що алгоритм Google працює лише у випадку «висококонкурентних» (популярних) ключових слів і, таким чином, доступний для обходу шляхом задання більш вузько орієнтованих ключових слів або фраз.

## «Reverse sandbox»-ефект
Як стверджується, існує і обернений ефект, тобто «нові і якісні сторінки» з точки зору пошукового робота тимчасово піднімаються у видачі (на зразок анонсів у видавничій справі), що буцімто забезпечує природне оновлення мережі.

## Найвідоміші випадки штрафування
- BeatThatQuote.com – 7 березня 2011 року Google придбав BeatThatQuote.com за 37,7 мільйонів фунтів стерлінгів і в той же день оштрафувала BeatThatQuote.com.[1]
- BMW – 6 лютого 2006 року Google покарала BMW.de за використання дорвеїв і знизила page rank сайту до 0.[2]
- Google Chrome – у січні 2012 року команда Google's Webspam покарала домашню сторінку веббраузера Chrome за маніпуляції з PageRank із придбаними публікаціями в блозі.Покарання знизило PageRank домашньої сторінки Chrome з 9 до 7 і вибило Chrome з першої сторінки за такими важливими ключовими словами, як «браузер».
- Expedia - у січні 2014 року Expedia показники відображення сайту при пошуку впила на  25%, що призвело до падіння акцій Expedia на 4,5% [3].
- Overstock.com – протягом 2011 фінансового року компанія Overstock.com пояснювала зменшення доходу з 1,08 до 1,05 мільярда доларів США через штрафи Google.[4]
- Rap Genius – 25 грудня 2013 року Google оштрафувала Rap Genius на 10 днів. Результатом стало падіння приблизно на 700 000 унікальних відвідувачів на день.[5]

## Думки з приводу
Гуру пошукової оптимізації Девід Джордж у книзі 2005 року «The ABC of SEO» ставив під сумнів вплив алгоритму, стверджуючи, що його «неможливо помітити» у практичній діяльності: створений ним у жовтні 2004 року сайт потрапив у 20-ку результатів Google всього лише за місяць. За його словами, «ніхто напевно не знає, чи існує такий алгоритм насправді, все базується на спостереженнях та експериментах SEO-оптимізаторів», пізніше додає, що у випадку його існування він повинен «вносити дещицю здорового глузду» у результати пошуку Google.
Інший авторитет у галузі SEO Мет Каттс у інтерв'ю мережевому виданню Search Engine Roundtable зауважив, що деякі особливості роботи алгоритму у певних галузях мережі можуть помилково сприйматися як перенесення в «пісочницю» . Існує також погляд Джеймі Сіровіча та Крістіана Дері, що «Пісочниці» не існує як такої, однак сам ефект зсуву «підозрілих» сторінок є реальним з інших причин.